# Golden Films
Golden Films, también conocida como American Film Investment Corporation, es una compañía de animación estadounidense fundada en los años 80 por Diane Eskenazi. Es una rama de la fundación Wheel of Peace Foundation, una compañía dedicada a colectar caridad para niños necesitados alrededor del mundo. El propósito de la empresa Golden Films es proporcionar entretenimiento infantil de calidad, libre de violencia. Su primera serie de vídeos infantiles entró al mercado en el año 1991, y hasta finales de los años 90 siguieron produciendo corto y largometrajes animados infantiles basados en numerosos cuentos populares como "Pulgarcita" y "La sirenita" de Hans Christian Andersen, también adaptando obras literarias para adultos como Los tres mosqueteros de Alexandre Dumas y El jorobado de Notre Dame de Victor Hugo. Golden Films también produjo una serie animada en 1992, "Las aventuras del rey Arturo."
Diane Eskenazi está acreditada como productora en todas estas producciones, también apareciendo a veces como directora. Entre los guionistas de estas películas aparecen Roger Scott Olsen y Jack Olesker (quién luego sirvió como guionista para algunas producciones del similar estudio Jetlag Productions). En las bandas sonoras de las diversas películas figuraban las obras de diferentes compositores europeos como Johann Sebastian Bach y Ludwig van Beethoven.

## Distribución
El primer contrato firmado por la empresa Golden Films para los derechos de distribución en Estados Unidos fue con la compañía estadounidense GoodTimes Entertainment, Ltd., famosa por su numeroso catálogo de vídeos de egercicio casero, que declaró bancarrota en el 2005. La primera serie de seis clásicos animados en 1991 fue exitosa, recibiendo varios premios de diversas categorías por parte de terceros; en 1993, una nueva serie, y la más conocida, con un total de siete películas fue puesta a la venta logrando el mismo o mayor éxito. En 1993 en España, Five Stars Entertainment, S. L. expuso esa misma serie al público a través de una promoción de televisión que ofrecía los VHS de las películas, acompañadas por un libro de cuentos y un puzle correspondientes a cada título. Sólo los títulos de las series "Animated Classics" (un total de tres) fueron distribuidas por GoodTimes Entertainment, Ltd. y en los años que siguieron las dos primeras series, Golden Films produjo una nueva serie, "The Enchanted Tales", las cuales fueron distribuidas por Sony Wonder.
Queriendo continuar el éxito de la distribución de vídeos infantiles los hermanos Cayre, fundadores de GoodTimes y productores ejecutivos en las producciones de Golden Films, fundaron entonces Jetlag Productions, una empresa similar a Golden Films que produjo su propia serie de "clásicos animados" imitando hasta cierto punto el estilo de Golden Films. Las películas fueron, al igual que las de Golden, producidas en Japón, y figuraban menor calidad; diecisiete películas animadas se produjeron bajo el nombre de Jetlag Productions, y en 1999 GoodTimes de nuevo actuó como compañía distributiva de la tercera y última serie de clásicos animados de Golden Films.
Las películas de Golden Films y Jetlag Productions se estrenaron juntas en DVD bajo el nombre de "Collectible Classics." Siguiendo la declaración de bancarrota de GoodTimes Entertainment, Ltd. en 2005 los derechos de distribución de las obras de tanto Golden Films como Jetlag Productions (entre otras) pasaron a manos de Gaiam. En España, las películas de Golden Films hicieron su debut en DVD bajo una licencia dada a Planeta Junior.

## Listado de producciones

### Animated Classics I
(Producidas bajo el nombre de American Film Investment Corporation)
- Blancanieves (Snow White, 1990)
- El libro de la selva (Jungle Book, 1990)
- La cenicienta (Cinderella, 1990)
- La bella durmiente (Sleeping Beauty, 1991)
- Jack y las judías mágicas (Jack and the Beanstalk, 1991)
- El mago de Oz (The Wizard of Oz, 1991)
- Anastasia[1]

### Animated Classics II
(Producidas bajo el nombre de American Film Investment Corporation II)
- Aladino (Aladdin, 1992)
- La bella y la bestia (Beauty and the Beast, 1992)
- Pinocho (Pinocchio, 1992)
- Simbad (Sinbad, 1992)
- La sirenita (The Little Mermaid, 1992)
- Los tres mosqueteros (The Three Musketeers, 1992)
- Pulgarcita (Thumbelina, 1992)